# Droga wojewódzka 844
Die Droga wojewódzka 844 (DW844) ist eine 92 Kilometer lange Droga wojewódzka (Woiwodschaftsstraße) in der Woiwodschaft Lublin in Polen. Die Strecke in den Powiaten Chełmski und Hrubieszowski sowie der kreisfreien Stadt Chełm verbindet diese mit der Grenze zur Ukraine.
Die DW844 verläuft in südöstlicher Richtung von Chełm nach Hrubieszów, dort wendet sie sich nach Süden und verläuft bis Witków parallel der Grenze. Diese wird in Dołhobyczów (ukrainisch Долгобичів) erreicht.

## Streckenverlauf
Woiwodschaft Lublin, kreisfreie Stadt
-  Chełm (DK12)

Woiwodschaft Lublin, Powiat Chełmski
-  Raciborowice

Woiwodschaft Lublin, Powiat Hrubieszowski
-  Teratyn (DW846)
-  Hrubieszów (DK74)
-  Witków (DW852)
-  Dołhobyczów, Grenze zur Ukraine